# Robert B. Parker
Robert Brown Parker (17. september 1932-18. januar 2010) var en amerikansk forfatter af kriminalromaner. Han blev især kendt for sine romaner om privatdetektiven Spenser, som var hovedperson i næsten 40 udgivelser, men han har skrevet adskillige andre romaner. Flere af hans romaner er filmatiseret, blandt andet westernen Appaloosa, der kom som film i 2008.